# Octavio Díaz
Octavio Juan Díaz (7 ottobre 1900 – 11 novembre 1973) è stato un calciatore argentino, di ruolo portiere.

## Caratteristiche tecniche
Giocava come portiere; le sue principali qualità erano la freddezza e l'abilità nel posizionarsi tra i pali.

## Carriera

### Club
Nipote del difensore Zenón Díaz, membro della Nazionale negli anni 1900, e figlio di Juan Díaz, calciatore a sua volta, Octavio Díaz cominciò la propria carriera nel Rosario Central. Lì giocò a lungo, divenendo titolare nel proprio ruolo. Nel 1925 passò brevemente al Boca Juniors come sostituto di Américo Tesoriere durante la tournée europea della squadra. In tale ambito scese in campo per sei volte, subendo quattro reti, affrontando squadre tedesche e spagnole. Una volta terminato il viaggio del club nel Vecchio continente, Díaz fece ritorno al Rosario Central, con cui vinse la Liga Rosarina nel 1927 e nel 1928. Nel 1932 giocò quattro gare per l'Atlanta.

### Nazionale
Díaz fece il suo debutto in Nazionale il 18 luglio 1920, nell'incontro valido per la Copa Gran Premio de Honor Uruguayo. Nel medesimo anno disputò poi la Copa Nicanor R. Newton. Tornò a vestire la maglia dell'Argentina nel 1926, anno in cui giocò il Campionato Sudamericano. Debuttò a Santiago del Cile contro la Bolivia, senza subire reti. Presenziò poi negli incontri con Paraguay e Uruguay. L'anno seguente partecipò alla Copa Lipton e venne di nuovo chiamato per il Sudamericano, in programma a Lima. Esordì nuovamente contro la Bolivia, stavolta concedendo un gol ad Alborta, per poi prendere parte alla vittoria per 3-2 con l'Uruguay. Nell'ultima gara fu sostituito da Ángel Bossio. Convocato per Amsterdam 1928, sostituì Bossio nel 6-0 sull'Egitto del 6 giugno.

## Palmarès

### Club
- Copa Nicasio Vila: 3

Rosario Central: 1923, 1927, 1928

### Nazionale
- Campeonato Sudamericano de Football: 1

Perù 1927
- Argento olimpico: 1

Amsterdam 1928